# ميساوا (آوموري)
ميساوا مدينة تقع ضمن محافظة آوموري في اليابان، تأسست في 9/1/1958، بلغ عدد تعداد سكانها في 1 يناير – 2008 حوالي 42535 مساحتها الإجمالية حوالي 119.97 كم٢ لتصبح كثافة سكانها 355 نسمة لكل كيلو متر مربع.

## المناخ
يظهر الجدول التالي التغييرات المناخية على مدار السنة لميساوا:
| البيانات المناخية لـميساوا          | البيانات المناخية لـميساوا | البيانات المناخية لـميساوا | البيانات المناخية لـميساوا | البيانات المناخية لـميساوا | البيانات المناخية لـميساوا | البيانات المناخية لـميساوا | البيانات المناخية لـميساوا | البيانات المناخية لـميساوا | البيانات المناخية لـميساوا | البيانات المناخية لـميساوا | البيانات المناخية لـميساوا | البيانات المناخية لـميساوا | البيانات المناخية لـميساوا |
| الشهر                               | يناير                      | فبراير                     | مارس                       | أبريل                      | مايو                       | يونيو                      | يوليو                      | أغسطس                      | سبتمبر                     | أكتوبر                     | نوفمبر                     | ديسمبر                     | المعدل السنوي              |
| ----------------------------------- | -------------------------- | -------------------------- | -------------------------- | -------------------------- | -------------------------- | -------------------------- | -------------------------- | -------------------------- | -------------------------- | -------------------------- | -------------------------- | -------------------------- | -------------------------- |
| متوسط درجة الحرارة الكبرى °م (°ف)   | 2.1 (35.8)                 | 2.8 (37.0)                 | 6.7 (44.1)                 | 13.2 (55.8)                | 17.8 (64.0)                | 20.2 (68.4)                | 23.7 (74.7)                | 26.4 (79.5)                | 23.2 (73.8)                | 18.0 (64.4)                | 11.3 (52.3)                | 5.1 (41.2)                 | 14.2 (57.6)                |
| المتوسط اليومي °م (°ف)              | −1.3 (29.7)                | −0.9 (30.4)                | 2.4 (36.3)                 | 8.2 (46.8)                 | 12.8 (55.0)                | 15.9 (60.6)                | 19.7 (67.5)                | 22.2 (72.0)                | 18.9 (66.0)                | 13.1 (55.6)                | 6.8 (44.2)                 | 1.5 (34.7)                 | 10.0 (50.0)                |
| متوسط درجة الحرارة الصغرى °م (°ف)   | −4.6 (23.7)                | −4.4 (24.1)                | −1.5 (29.3)                | 3.6 (38.5)                 | 8.5 (47.3)                 | 12.5 (54.5)                | 16.7 (62.1)                | 19.1 (66.4)                | 15.1 (59.2)                | 8.7 (47.7)                 | 2.7 (36.9)                 | −1.8 (28.8)                | 6.2 (43.2)                 |
| الهطول مم (إنش)                     | 46.0 (1.81)                | 42.7 (1.68)                | 51.2 (2.02)                | 62.8 (2.47)                | 88.7 (3.49)                | 102.1 (4.02)               | 139.5 (5.49)               | 136.7 (5.38)               | 170.3 (6.70)               | 87.8 (3.46)                | 73.6 (2.90)                | 55.7 (2.19)                | 1٬057٫1 (41.61)            |
| متوسط أيام هطول الأمطار (≥ 1.0 mm)  | 11.2                       | 10.2                       | 9.7                        | 8.4                        | 10.1                       | 9.7                        | 11.9                       | 10.9                       | 11.4                       | 8.8                        | 11.1                       | 10.5                       | 123.9                      |
| ساعات سطوع الشمس الشهرية            | 114.6                      | 127.7                      | 165.8                      | 188.5                      | 195.7                      | 163.8                      | 141.3                      | 146.6                      | 135.8                      | 152.2                      | 122.3                      | 107.5                      | 1٬761٫8                    |
| المصدر: Japan Meteorological Agency |                            |                            |                            |                            |                            |                            |                            |                            |                            |                            |                            |                            |                            |

## أعلام
- نوزومي ياماموتو
- إيسيه فوتاماتا